# Turistická značená trasa 4291
 Turistická značená trasa 4291 je 11,5 km dlouhá zeleně značená trasa Klubu českých turistů v okrese Ústí nad Orlicí spojující Vysoké Mýto se Zámrskem. Její převažující směr je severní.

## Průběh trasy
Turistická trasa má svůj počátek na náměstí ve Vysokém Mýtě, kde navazuje na stejně značenou trasou 4300 ze Sloupnice. Výchozí jsou zde rovněž modře značené trasy 1905 do Bílého Koně a 1923 do Dobříkova. Průchozí je zde žlutě značená trasa 7330 Choceň - Nové Hrady. Trasa 4291 vede městskými ulicemi v souběhu s naučnou stezkou Vraclav na severozápad k místnímu nádraží a poté západním směrem podél silnice na Vraclav. Tu opouští na úpatí Vraclavského hřbetu v lokalitě Vrchy a zalesněným úbočím hřbetu stoupá po cestě severním směrem až na jeho náhorní plošinu. Zde se stáčí na západ a po polní cestě přichází do Vraclavi. Zde obchází zemědělský areál, prochází centrem a přes Vršovské hradiště a poté klesá do místní části Svatý Mikuláš. Zde vede místním barokním areálem a po silnici klesá severním směrem do České tabule. Během sestupu křižuje silnici I/17, prochází osadou Malejov a dále vsí Janovičky. Pokračuje stále po silnici k nádraží Zámrsk, kde končí. Výchozí je zde modře značená trasa 1904 do Horního Jelení.

## Historie
Úsek Vysoké Mýto - Vraclav je starší, úsek Vraclav - Zámrsk byl vyznačen později.

## Turistické zajímavosti na trase
- Městská památková zóna Vysoké Mýto
- Pražská brána ve Vysokém Mýtě
- Památná lípa za přejezdem ve Vysokém Mýtě
- Kostel Nanebevzetí Panny Marie ve Vraclavi
- Vršovské hradiště ve Vraclavi
- Památník rodu Vršovců
- Kostel svatého Mikuláše ve Svatém Mikuláši
- Barokní areál ve Svatém Mikuláši
- Studánka svatého Mikuláše ve Svatém Mikuláši